# Station Torrelodones
Station Torrelodones is een spoorwegstation van de Cercanías in Madrid.
Het station is gelegen in zone B3 en is geopend in 1864